# Président de la république du Pérou

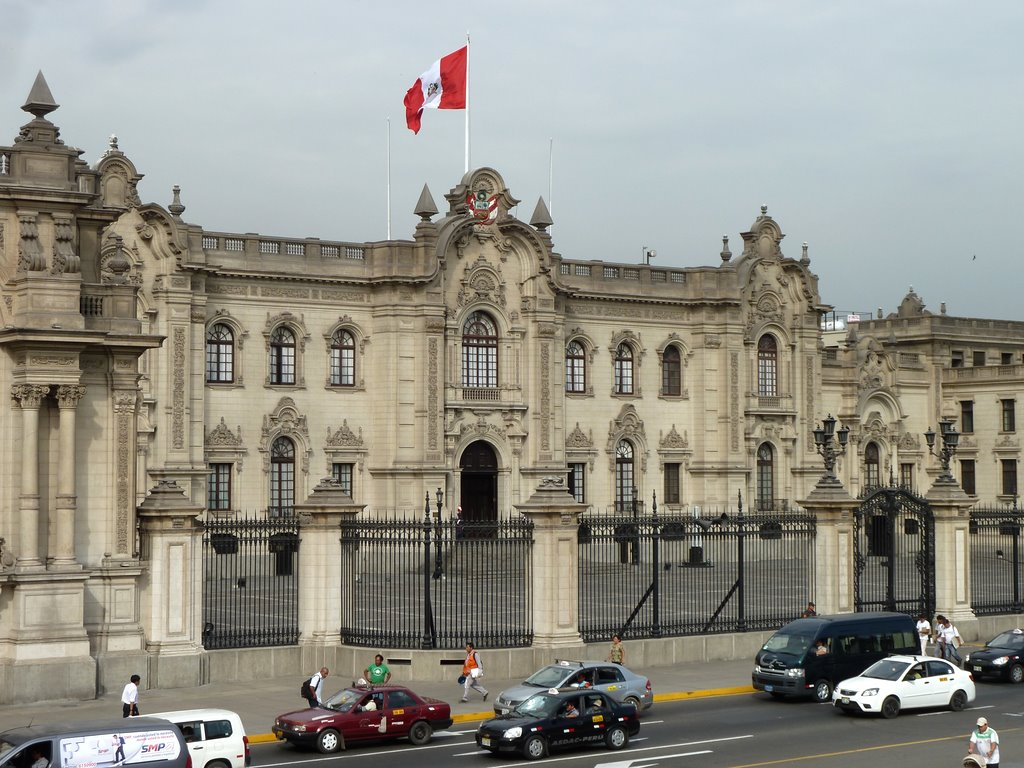
Le président de la république du Pérou réside officiellement au palais du gouvernement, situé dans le centre historique de Lima.

Le président de la république du Pérou, officiellement le président constitutionnel de la république du Pérou (en espagnol : Presidente constitucional de la República del Perú) est le chef de l'État et du gouvernement du Pérou. Ses compétences politiques et institutionnelles sont actuellement régies par la constitution de 1993.
Il siège au palais du gouvernement du Pérou.
Dina Boluarte est présidente de la république du Pérou depuis le 7 décembre 2022, en remplacement du président élu Pedro Castillo, dont elle était la vice-présidente, et qui a été destitué par le Congrès péruvien le jour même de sa tentative de dissolution du Congrès et d'instauration d'un gouvernement d'urgence exceptionnel.

## Système électoral
Le président péruvien est élu au scrutin uninominal majoritaire à deux tours pour un mandat de cinq ans non renouvelable de manière consécutive. Est élu le candidat qui recueille la majorité absolue des votes valides au premier tour. À défaut, les deux candidats arrivés en tête au premier tour s'affrontent lors d'un second, et celui recueillant le plus de voix est déclaré élu.
Chaque candidat à la présidence se présente avec deux colistiers qui deviennent premiers et second vice présidents en cas de victoire, le premier ayant pour seule réelle fonction de mener le mandat du président élu à son terme si celui ci en est empéché, et le second à remplacer le premier en cas d'incapacité. La passation de pouvoir a lieu le 28 juillet, jour de l'indépendance du Pérou de l'Espagne, devenu depuis fête nationale.

## Pouvoirs

Drapeau du président de la république du Pérou.

Le président de la République est le chef de l’État et le chef du gouvernement national. Ses fonctions sont définies dans la Constitution de 1993 et la loi organique relatif pouvoir exécutif. Il est également le chef suprême des forces armées et de la police du Pérou. 
Parmi ses prérogatives figurent :
- le respect et l’application de la Constitution, des traités, lois et autres dispositions légales ;
- la représentation de l’État, à l’intérieur et à l’extérieur du pays ;
- la conduite de la politique générale du gouvernement ;
- le maintien de l’ordre intérieur et de la sécurité extérieure ;
- la convocation des élections ;
- la convocation du Congrès pour une législature extraordinaire ;
- l’envoi de messages par écrit au Congrès au début de la première législature ordinaire annuelle (ces messages annuels contiennent un exposé détaillé de la situation de la République et des améliorations et réformes que le Président juge nécessaires pour examen par le Congrès ; ces messages, à l’exception du premier, sont approuvés par le Conseil des ministres) ;
- l’exercice du pouvoir de réglementer les lois sans les transgresser ou les dénaturer ; et, dans ces limites, publier des décrets et des résolutions.[Quoi ?]
- l’application des jugements et résolutions des organes juridictionnels ;
- le respect et l’application des décisions du Jury national des élections ;
- la conduite de la politique étrangère et des relations internationales, la ratification des traités ;
- la nomination des ambassadeurs et des ministres plénipotentiaires, avec approbation du Conseil des ministres (qui doit en rendre compte au Congrès) ;
- la réception des agents diplomatiques étrangers et l’autorisation des consuls à exercer leurs fonctions ;
- la présidence du système de défense nationale ; l’organisation, la distribution, l’emploi des forces armées et de la police nationale ;
- l’adoption de mesures nécessaires à la défense de la République, à l’intégrité du territoire et à la souveraineté de l’État ;
- la déclaration d'une guerre et la signature d’accords de paix, avec l’autorisation du Congrès ;
- la gestion des finances publiques et la négociation de prêts financiers ;
- la prise de mesures extraordinaires, par décrets d’urgence ayant force de loi, en matière économique et financière, lorsque l’intérêt national l’exige et avec la charge de faire rapport au Congrès (ce dernier peut modifier ou abroger les décrets d’urgence susmentionnés) ;
- l’accord de grâces et la réduction de peines judiciaires ;
- la remise de décorations au nom de la nation ;
- l’autorisation des Péruviens à servir dans une armée étrangère ;
- l’accord d’une extradition, avec l’approbation du Conseil des ministres, sur rapport de la Cour suprême de justice de la République ;
- la présidence du Forum de l’accord national (avec la possibilité de déléguer cette fonction au président du Conseil des ministres) ;
- l’exercice des autres fonctions gouvernementales et administratives que la Constitution et les lois lui confient.